# Otto Carel Holmberg de Beckfelt

Portret van Otto Carel Holmberg de Beckfelt

Otto Carel Holmberg de Beckfelt (Culemborg, 8 juli 1794 - Brussel, 24 december 1857) was een bestuursambtenaar in Nederlands-Indië.

## Familie
Holmberg was een lid van de familie Holmberg de Beckfelt. Hij was een zoon van de burgemeester van Culemborg Niclas Kyronius (1742-1818) die in 1789 in de Zweedse adel werd opgenomen onder de naam Holmberg de Beckfelt, en Josine Antoinette Adrienne van der Gon (1757-1805). Hij was via zijn zussen een aangetrouwde oom van Henry William Leonard Couperus (1814-1872), majoor, oom van de schrijver Louis Couperus (1863-1923); en een oom van Otto van Rees (1823-1892), onder andere gouverneur-generaal van Nederlands-Indië en minister van Koloniën.
Holmberg trouwde in 1818 met Henriette Marie Claire Smissaert (1802-1832); uit dit huwelijk werden zeven kinderen geboren.

### Tweede echtgenote
Holmberg trouwde als weduwnaar in 1856 met de veertig jaar jongere Haagse Elisabeth van der Meyde (1834-1909); uit dit huwelijk werden geen kinderen geboren.

#### Van der Meyde en Multatuli
Van der Meyde was de dochter van een Haagse lakei, Willem van der Meyde en Cecilia Cornelia van Deyk. Ze is eerst bekend geworden als huwelijkskandidate voor Carel Salomon van der Pool (1813-1858), een vriend van Multatuli. Het was deze laatste schrijver die voor Van der Pool bemiddelde nadat de laatste in 1854 een contactadvertentie had geplaatst voor een echtgenote. Van der Meyde reageerde op die advertentie, maar het kwam nooit tot een ontmoeting, noch tussen Van der Meyde en Multatuli, noch tussen haar en Van der Pool.
Ook rond deze tijd moet Van der Meyde zijn gaan inwonen bij Holmberg. Zij woonde al in hetzelfde huis als Holmberg, aan de Plaats, toen zij een ontmoeting met Van der Pool trachtte te arrangeren, als "Mlle. Elise". In 1855 was het al zo ver gekomen dat Holmberg voor haar een pand aan Koninginnegracht 22 kocht, enkele maanden later gevolgd door een huis voor haar aan de Nieuwe Uitleg 27. Uiteindelijk trouwde Holmberg met haar op 16 april 1856. Het echtpaar vestigde zich, mogelijk mede vanwege deze mesailliance, in Brussel, aan de Antwerpselaan 24. Holmberg overleed daar in 1857, een zeer fortuinlijke, jonge weduwe achterlatend.

#### De weduwe als inspiratie voor de schrijver Daum
In 1884 publiceerde de schrijver Paul Adriaan Daum zijn boek Uit de suiker in de tabak. Hierin figureert de barones Coombergh de Resfeldt in wie tijdgenoten zonder twijfel de rijke weduwe Holmberg herkend zullen hebben. De romanfiguur Van Tuyll treft haar voor het eerst aan in de Brusselse opera. De schrijver meldt over haar dan: "Zij is een Hollandse en zij woont 's zomers in Den Haag". Deze barones lijkt een 'dame' maar blijkt dat niet te zijn: "Zij was een Rotterdams deerntje uit een achterbuurt, toevallig kwam zij in relatie met de oude baron Coombergh en de man trouwde haar". Van Tuyll ontmoet haar vervolgens nog enkele malen in haar Brusselse salons, maar de bewondering voor haar blijkt van korte duur en hij vertrekt na enige tijd weer naar Den Haag.

#### De weduwe als inspiratie voor de schrijver Couperus
Couperus lijkt de roman van Daum te hebben gelezen. In 1887, even na verschijning van Daums roman, begint Couperus aan zijn roman Eline Vere. De hoofdpersoon uit deze roman heeft een oom, Daniel, in Brussel wonen; die oom is getrouwd met "zijn jonge vrouw", zoals zij wordt voorgesteld, en met de naam...Elize. Het echtpaar Vere woont in een artistiek-weelderig appartement dat echter enige stijl mist. Eline Vere ontwaart bij haar tante eveneens een gezelschap dat niet geheel conform haar milieu is: "een vreemde revue, de heeren met iets poenigs of bohémien-achtigs, de dames met te groote diamanten en verwelkte sleepjaponnen". Eline Vere ontmoet bij haar tante Elize ook de Amerikaan St. Clare die haar zal gaan bewonderen. St. Clare merkte tegenover Eline Vere op: "Hoe is het eigenlijk mogelijk, dat ik u hier heb aangetroffen? [...] uw oom en tante schijnen menschen te zijn, in wier kringen u niet behoort".
Ook aan Couperus lijkt de Brusselse weduwe Holmberg dus inspiratie te hebben gegeven. Hij zal haar, in ieder geval uit verhalen, gekend hebben, daar zij immers een aangetrouwde tante was van Couperus' oom Henry William Leonard Couperus (1814-1872) die getrouwd was met een dochter van een zus van Holmberg. Het is zelfs niet onmogelijk dat Couperus, die geregeld in Brussel verbleef, de weduwe Holmberg daar ontmoet heeft.

## Loopbaan
Holmberg was page van koning Lodewijk Napoleon vanaf 1807 en van keizer Napoleon I vanaf 1810. Hij trad in 1812 als officier in Franse dienst, een jaar later in Nederlandse dienst, bij het Oost-Indische leger; hij was laatstelijk, van 1816 tot 1822, ritmeester. Hij vervolgde zijn carrière als bestuursambtenaar en werd in 1822 benoemd tot assistent-resident van Kendal. Van 1826 tot 1828 was hij resident van Pekalongan, vanaf dat laatste jaar is hij eerst waarnemend, vanaf 1829 tot 1842 effectief resident van de Preanger regentschappen.
Holmberg maakte fortuin in de suikerindustrie, repatrieerde in 1847 met zijn kinderen en vestigde zich in Den Haag. Na zijn tweede huwelijk vestigde het echtpaar Holmberg de Beckfelt-van der Meyde zich in Brussel waar Holmberg overleed.